# Česká hokejová extraliga 1997/1998
Česká hokejová extraliga 1997/1998 byla 5. ročníkem nejvyšší hokejové soutěže v České republice.

## Fakta
- 5. ročník samostatné české nejvyšší hokejové soutěže
- 9. června 1997 klub HC Becherovka Karlovy Vary koupil práva hrát extraligu od HC Olomouc
- Nejlepší střelec základní části – David Moravec HC Vítkovice 38 branek
- Nejlepší nahrávač – Radek Ťoupal HC České Budějovice 41 nahrávek
- Vítěz kanadského bodování – David Moravec HC Vítkovice
- Základní část – 51 utkání, 64 bodů / 38 branek + 26 nahrávek /
- Play off – 11 utkání, 15 bodů / 6 branka + 9 nahrávky /
- Celkem základní část + Play off – 62 utkání, 79 bodů / 44 branek + 35 nahrávek /
- V prolínací extraligové kvalifikaci uspěla HC Slezan Opava proti SK Znojemští Orli (vítěz 1. ligy). Extraligový tým obhájil právo účasti v extralize.

### Systém soutěže
Všech 14 účastníků se v základní části utkalo nejprve čtyřkolově každý s každým. Prvních 8 celků postoupilo do play off, které se hrálo, kromě utkání o třetí místo, na tři vítězná utkání. Celek na 14. místě musel svoji extraligovou příslušnost obhajovat v baráži o extraligu, do které postoupil vítěz základní části 1. ligy. Baráž o extraligu se hrála na 4 vítězná utkání.

## Konečná tabulka základní části
| Poř. | Tým                            | Z  | V  | R  | P  | VG  | OG  | B  |
| ---- | ------------------------------ | -- | -- | -- | -- | --- | --- | -- |
| 1.   | HC Petra Vsetín (C)            | 52 | 33 | 6  | 13 | 181 | 116 | 72 |
| 2.   | HC Vítkovice                   | 52 | 31 | 7  | 14 | 174 | 142 | 69 |
| 3.   | HC Železárny Třinec            | 52 | 29 | 11 | 12 | 189 | 156 | 69 |
| 4.   | HC Sparta Praha                | 52 | 27 | 10 | 15 | 176 | 117 | 64 |
| 5.   | HC Keramika Plzeň              | 52 | 24 | 11 | 17 | 160 | 146 | 59 |
| 6.   | HC Slavia Praha                | 52 | 22 | 12 | 18 | 152 | 132 | 56 |
| 7.   | HC Chemopetrol Litvínov        | 52 | 22 | 12 | 18 | 167 | 128 | 56 |
| 8.   | HC IPB Pojišťovna Pardubice    | 52 | 22 | 8  | 22 | 158 | 149 | 52 |
| 9.   | HC Dukla Jihlava               | 52 | 21 | 9  | 22 | 137 | 139 | 51 |
| 10.  | HC České Budějovice            | 52 | 19 | 10 | 23 | 149 | 149 | 48 |
| 11.  | HC ZPS Barum Zlín              | 52 | 20 | 8  | 24 | 166 | 183 | 48 |
| 12.  | HC Velvana Kladno              | 52 | 11 | 10 | 31 | 124 | 194 | 32 |
| 13.  | HC Becherovka Karlovy Vary (N) | 52 | 9  | 12 | 31 | 130 | 202 | 30 |
| 14.  | HC Bohemex Trade Opava         | 52 | 7  | 8  | 37 | 101 | 211 | 22 |

Poznámky:
- (C) = držitel mistrovského titulu, (N) = nováček (minulou sezónu hrál nižší soutěž a postoupil)

## Pavouk play off
|  | Čtvrtfinále             | Čtvrtfinále         |                 |   | Semifinále | Semifinále |  |  | Finále | Finále |
|  |                         |                     |                 |   |            |            |  |  |        |        |
|  |                         |                     |                 |   |            |            |  |  |        |        |
|  | HC Petra Vsetín         | 3                   |                 |   |            |            |  |  |        |        |
|  | HC Petra Vsetín         | 3                   |                 |   |            |            |  |  |        |        |
|  | Pojišťovna Pardubice    | 0                   |                 |   |            |            |  |  |        |        |
|  | Pojišťovna Pardubice    | 0                   | HC Petra Vsetín | 3 |            |            |  |  |        |        |
|  |                         |                     | HC Petra Vsetín | 3 |            |            |  |  |        |        |
|  |                         | HC Sparta Praha     | 1               |   |            |            |  |  |        |        |
|  | HC Keramika Plzeň       | HC Sparta Praha     | 1               | 2 |            |            |  |  |        |        |
|  | HC Keramika Plzeň       |                     |                 | 2 |            |            |  |  |        |        |
|  | HC Sparta Praha         | 3                   |                 |   |            |            |  |  |        |        |
|  | HC Sparta Praha         | 3                   | HC Petra Vsetín | 3 |            |            |  |  |        |        |
|  |                         |                     | HC Petra Vsetín | 3 |            |            |  |  |        |        |
|  |                         | HC Železárny Třinec | 0               |   |            |            |  |  |        |        |
|  | HC Vítkovice            | HC Železárny Třinec | 0               | 3 |            |            |  |  |        |        |
|  | HC Vítkovice            |                     |                 | 3 |            |            |  |  |        |        |
|  | HC Chemopetrol Litvínov | 1                   |                 |   |            |            |  |  |        |        |
|  | HC Chemopetrol Litvínov | 1                   | HC Vítkovice    | 2 |            |            |  |  |        |        |
|  |                         |                     | HC Vítkovice    | 2 |            |            |  |  |        |        |
|  |                         | HC Železárny Třinec | 3               |   |            |            |  |  |        |        |
|  | HC Železárny Třinec     | HC Železárny Třinec | 3               | 3 |            |            |  |  |        |        |
|  | HC Železárny Třinec     |                     |                 | 3 |            |            |  |  |        |        |
|  | HC Slavia Praha         | 2                   |                 |   |            |            |  |  |        |        |
|  | HC Slavia Praha         | 2                   |                 |   |            |            |  |  |        |        |

## Čtvrtfinále

### První čtvrtfinále
1. utkání
|  | HC Petra Vsetín | 7 - 0         | HC IPB Pojišťovna Pardubice |  |
|  | HC Petra Vsetín | (2:0,3:0,2:0) | HC IPB Pojišťovna Pardubice |  |

| Souhrn zápasu Report | Souhrn zápasu Report                                                              | Souhrn zápasu Report | Souhrn zápasu Report | Souhrn zápasu Report |
| -------------------- | --------------------------------------------------------------------------------- | -------------------- | -------------------- | -------------------- |
|                      | 9., 25., 30. a 49. Jiří Dopita 8. Andrej Galkin 22. Tomáš Sršeň 50. Alexej Jaškin |                      |                      |                      |

2. utkání
|  | HC Petra Vsetín | 5 - 2         | HC IPB Pojišťovna Pardubice |  |
|  | HC Petra Vsetín | (2:1,2:1,1:0) | HC IPB Pojišťovna Pardubice |  |

| Souhrn zápasu Report | Souhrn zápasu Report                                                                     | Souhrn zápasu Report | Souhrn zápasu Report                 | Souhrn zápasu Report |
| -------------------- | ---------------------------------------------------------------------------------------- | -------------------- | ------------------------------------ | -------------------- |
|                      | 14. Ondřej Kratěna 15. Tomáš Sršeň 21. Roman Stantien 26. Radek Bělohlav 50. Michal Broš |                      | 4. Jiří Malinský 30. Jaroslav Kudrna |                      |

3. utkání
|  | HC IPB Pojišťovna Pardubice | 3 - 4         | HC Petra Vsetín |  |
|  | HC IPB Pojišťovna Pardubice | (0:2,2:1,1:1) | HC Petra Vsetín |  |

| Souhrn zápasu Report | Souhrn zápasu Report                                  | Souhrn zápasu Report | Souhrn zápasu Report                                              | Souhrn zápasu Report |
| -------------------- | ----------------------------------------------------- | -------------------- | ----------------------------------------------------------------- | -------------------- |
|                      | 25. Jaroslav Kudrna 35. Pavel Kříž 43. Jiří Jantovský |                      | 8. Jiří Veber 15. Michal Broš 29. Josef Beránek 44. Radim Tesařík |                      |

- Vítěz HC Petra Vsetín 3:0 na zápasy

### Druhé čtvrtfinále
1. utkání
|  | HC Sparta Praha | 2 - 3 SN          | HC Keramika Plzeň |  |
|  | HC Sparta Praha | (1:0,0:1,1:1,0:0) | HC Keramika Plzeň |  |

| Souhrn zápasu Report | Souhrn zápasu Report                      | Souhrn zápasu Report | Souhrn zápasu Report                                            | Souhrn zápasu Report |
| -------------------- | ----------------------------------------- | -------------------- | --------------------------------------------------------------- | -------------------- |
|                      | 14. Richard Žemlička 51. František Kučera |                      | 30. Pavel Vostřák 48. Michal Porák Josef Řezníček rozhodujíc SN |                      |

2. utkání
|  | HC Sparta Praha | 4 - 2         | HC Keramika Plzeň |  |
|  | HC Sparta Praha | (2:2,1:0,1:0) | HC Keramika Plzeň |  |

| Souhrn zápasu Report | Souhrn zápasu Report                                          | Souhrn zápasu Report | Souhrn zápasu Report                 | Souhrn zápasu Report |
| -------------------- | ------------------------------------------------------------- | -------------------- | ------------------------------------ | -------------------- |
|                      | 7. a 58. Jaromír Kverka 15. Jiří Zelenka 21. František Kučera |                      | 17. Milan Navrátil 18. Pavel Vostřák |                      |

3. utkání
|  | HC Keramika Plzeň | 5 - 2         | HC Sparta Praha |  |
|  | HC Keramika Plzeň | (1:2,1:0,3:0) | HC Sparta Praha |  |

| Souhrn zápasu Report | Souhrn zápasu Report                                               | Souhrn zápasu Report | Souhrn zápasu Report                 | Souhrn zápasu Report |
| -------------------- | ------------------------------------------------------------------ | -------------------- | ------------------------------------ | -------------------- |
|                      | 3. a 52. Jaroslav Bednář 40. a 42. Michal Straka 60. Pavel Vostřák |                      | 7. Jaromír Kverka 9. Jaroslav Hlinka |                      |

4. utkání
|  | HC Keramika Plzeň | 1 - 2         | HC Sparta Praha |  |
|  | HC Keramika Plzeň | (0:0,1:0,0:2) | HC Sparta Praha |  |

| Souhrn zápasu Report | Souhrn zápasu Report | Souhrn zápasu Report | Souhrn zápasu Report                | Souhrn zápasu Report |
| -------------------- | -------------------- | -------------------- | ----------------------------------- | -------------------- |
|                      | 32. Pavel Geffert    |                      | 49. Jiří Zelenka 60. Jaromír Kverka |                      |

5. utkání
|  | HC Sparta Praha | 4 - 1         | HC Keramika Plzeň |  |
|  | HC Sparta Praha | (2:0,1:1,1:0) | HC Keramika Plzeň |  |

| Souhrn zápasu Report | Souhrn zápasu Report                                            | Souhrn zápasu Report | Souhrn zápasu Report | Souhrn zápasu Report |
| -------------------- | --------------------------------------------------------------- | -------------------- | -------------------- | -------------------- |
|                      | 9. a 58. Jiří Vykoukal 14. Jaroslav Hlinka 25. František Kučera |                      | 40. Jiří Jelen       |                      |

- Vítěz HC Sparta Praha 3:2 na zápasy

### Třetí čtvrtfinále
1. utkání
|  | HC Vítkovice | 5 - 2         | HC Chemopetrol Litvínov |  |
|  | HC Vítkovice | (0:1,2:1,3:0) | HC Chemopetrol Litvínov |  |

| Souhrn zápasu Report | Souhrn zápasu Report                                                                   | Souhrn zápasu Report | Souhrn zápasu Report               | Souhrn zápasu Report |
| -------------------- | -------------------------------------------------------------------------------------- | -------------------- | ---------------------------------- | -------------------- |
|                      | 25. a 55. Luděk Krayzel 32. Alexandr Prokopjev 58. Alexandr Čerbajev 60. David Moravec |                      | 19. Martin Rousek 21. Tomáš Vlasák |                      |

2. utkání
|  | HC Vítkovice | 6 - 5         | HC Chemopetrol Litvínov |  |
|  | HC Vítkovice | (1:1,2:3,3:1) | HC Chemopetrol Litvínov |  |

| Souhrn zápasu Report | Souhrn zápasu Report                                                                                         | Souhrn zápasu Report | Souhrn zápasu Report                                                        | Souhrn zápasu Report |
| -------------------- | --- | -------------------- | --------------------------------------------------------------------------- | -------------------- |
|                      | 34. a 58. Alexandr Čerbajev 12. Aleš Krátoška 28. David Moravec 49. Alexandr Prokopjev 51. Dmitrij Jerofejev |                      | 21. a 25. Rail Muftijev 3. Robert Kysela 40. Děnis Afinogenov 46. Jan Alinč |                      |

3. utkání
|  | HC Chemopetrol Litvínov | 2 - 0         | HC Vítkovice |  |
|  | HC Chemopetrol Litvínov | (0:0,1:0,1:0) | HC Vítkovice |  |

| Souhrn zápasu Report | Souhrn zápasu Report               | Souhrn zápasu Report | Souhrn zápasu Report | Souhrn zápasu Report |
| -------------------- | ---------------------------------- | -------------------- | -------------------- | -------------------- |
|                      | 29. Petr Hrbek 42. Dmitrij Denisov |                      |                      |                      |

4. utkání
|  | HC Chemopetrol Litvínov | 3 - 4         | HC Vítkovice |  |
|  | HC Chemopetrol Litvínov | (1:2,2:2,0:0) | HC Vítkovice |  |

| Souhrn zápasu Report | Souhrn zápasu Report                           | Souhrn zápasu Report | Souhrn zápasu Report                                                           | Souhrn zápasu Report |
| -------------------- | ---------------------------------------------- | -------------------- | ------------------------------------------------------------------------------ | -------------------- |
|                      | 8. Ivo Prorok 22. Rail Muftijev 37. Petr Hrbek |                      | 4. Alexandr Prokopjev 16. Luděk Krayzel 28. Vítězslav Škuta 36. Martin Kotásek |                      |

- Vítěz HC Vítkovice 3:1 na zápasy

### Čtvrté čtvrtfinále
1. utkání
|  | HC Železárny Třinec | 4 - 3         | HC Slavia Praha |  |
|  | HC Železárny Třinec | (2:1,1:0,1:2) | HC Slavia Praha |  |

| Souhrn zápasu Report | Souhrn zápasu Report                                                | Souhrn zápasu Report | Souhrn zápasu Report                                       | Souhrn zápasu Report |
| -------------------- | ------------------------------------------------------------------- | -------------------- | ---------------------------------------------------------- | -------------------- |
|                      | 13. Richard Král 18. Viktor Ujčík 30. Roman Kaděra 47. Viktor Ujčík |                      | 12. Vladimír Machulda 49. Jiří Doležal 58. Tomáš Kucharčík |                      |

2. utkání
|  | HC Železárny Třinec | 3 - 4         | HC Slavia Praha |  |
|  | HC Železárny Třinec | (1:1,1:3,1:0) | HC Slavia Praha |  |

| Souhrn zápasu Report | Souhrn zápasu Report                            | Souhrn zápasu Report | Souhrn zápasu Report                                                        | Souhrn zápasu Report |
| -------------------- | ----------------------------------------------- | -------------------- | --------------------------------------------------------------------------- | -------------------- |
|                      | 6. Jozef Daňo 27. Tomáš Chlubna 43. Jan Peterek |                      | 2. Tomáš Kucharčík 22. Robert Kostka 28. Vladimír Machulda 34. Marián Kacíř |                      |

3. utkání
|  | HC Slavia Praha | 4 - 5 SN          | HC Železárny Třinec |  |
|  | HC Slavia Praha | (2:3,2:1,0:0,0:0) | HC Železárny Třinec |  |

| Souhrn zápasu Report | Souhrn zápasu Report                                          | Souhrn zápasu Report | Souhrn zápasu Report                                                                               | Souhrn zápasu Report |
| -------------------- | ------------------------------------------------------------- | -------------------- | -------------------------------------------------------------------------------------------------- | -------------------- |
|                      | 10. Doležal 18. Marián Kacíř 27. Michal Sup 34. Martin Bakula |                      | 1. Ladislav Lubina 9. Viktor Ujčík 15. Richard Král 25. Ladislav Lubina rozhodující SN Jan Peterek |                      |

4. utkání
|  | HC Slavia Praha | 7 - 4         | HC Železárny Třinec |  |
|  | HC Slavia Praha | (3:2,1:1,3:1) | HC Železárny Třinec |  |

| Souhrn zápasu Report | Souhrn zápasu Report                                                                                           | Souhrn zápasu Report | Souhrn zápasu Report                                              | Souhrn zápasu Report |
| -------------------- | --- | -------------------- | ----------------------------------------------------------------- | -------------------- |
|                      | 10. Petr Kadlec 15. Marián Kacíř 19. Kupka 37. Marián Kacíř 42. Michal Sup 57. Tomáš Kucharčík 60. Jiří Poukar |                      | 1. Jiří Kuntoš 11. Viktor Ujčík 25. Richard Král 55. Richard Král |                      |

5. utkání
|  | HC Železárny Třinec | 7 - 0         | HC Slavia Praha |  |
|  | HC Železárny Třinec | (1:0,3:0,3:0) | HC Slavia Praha |  |

| Souhrn zápasu Report | Souhrn zápasu Report | Souhrn zápasu Report | Souhrn zápasu Report | Souhrn zápasu Report |
| -------------------- | --- | -------------------- | -------------------- | -------------------- |
|                      | 7. Tomáš Chlubna 23. Ladislav Lubina 28. Ladislav Lubina 38. Viktor Ujčík 47. Tomáš Chlubna 50. Viktor Ujčík 51. Aleš Zima |                      |                      |                      |

- Vítěz HC Železárny Třinec 3:2 na zápasy

## Semifinále

### První semifinále
1. utkání
|  | HC Petra Vsetín | 4 - 1         | HC Sparta Praha |  |
|  | HC Petra Vsetín | (2:0,2:1,0:0) | HC Sparta Praha |  |

| Souhrn zápasu Report | Souhrn zápasu Report                                                  | Souhrn zápasu Report | Souhrn zápasu Report | Souhrn zápasu Report |
| -------------------- | --------------------------------------------------------------------- | -------------------- | -------------------- | -------------------- |
|                      | 10. Radek Bělohlav 18. Ondřej Kratěna 22. Michal Broš 32. Jiří Dopita |                      | 37. Richard Žemlička |                      |

2. utkání
|  | HC Petra Vsetín | 3 - 1         | HC Sparta Praha |  |
|  | HC Petra Vsetín | (0:0,2:1,1:0) | HC Sparta Praha |  |

| Souhrn zápasu Report | Souhrn zápasu Report                               | Souhrn zápasu Report | Souhrn zápasu Report | Souhrn zápasu Report |
| -------------------- | -------------------------------------------------- | -------------------- | -------------------- | -------------------- |
|                      | 34. Radek Bělohlav 40. Tomáš Sršeň 60. Jiří Dopita |                      | 36. Michal Sivek     |                      |

3. utkání
|  | HC Sparta Praha | 4 - 1         | HC Petra Vsetín |  |
|  | HC Sparta Praha | (2:0,0:1,2:0) | HC Petra Vsetín |  |

| Souhrn zápasu Report | Souhrn zápasu Report                                              | Souhrn zápasu Report | Souhrn zápasu Report | Souhrn zápasu Report |
| -------------------- | ----------------------------------------------------------------- | -------------------- | -------------------- | -------------------- |
|                      | 5. Václav Burda 9. Martin Chabada 49. Jiří Zelenka 58. Jan Hlaváč |                      | 39. Tomáš Sršeň      |                      |

4. utkání
|  | HC Sparta Praha | 2 - 5         | HC Petra Vsetín |  |
|  | HC Sparta Praha | (0:2,1:2,1:1) | HC Petra Vsetín |  |

| Souhrn zápasu Report | Souhrn zápasu Report                   | Souhrn zápasu Report | Souhrn zápasu Report                                                         | Souhrn zápasu Report |
| -------------------- | -------------------------------------- | -------------------- | ---------------------------------------------------------------------------- | -------------------- |
|                      | 27. Jaromír Kverka 42. Miroslav Hlinka |                      | 27. a 37. Jiří Dopita 9. Radek Bělohlav 12. Tomáš Kapusta 43. Ondřej Kratěna |                      |

- Vítěz HC Petra Vsetín 3:1 na zápasy

### Druhé semifinále
1. utkání
|  | HC Vítkovice | 6 - 5         | HC Železárny Třinec |  |
|  | HC Vítkovice | (3:3,2:1,1:1) | HC Železárny Třinec |  |

| Souhrn zápasu Report | Souhrn zápasu Report                                                                                                   | Souhrn zápasu Report | Souhrn zápasu Report                                                                     | Souhrn zápasu Report |
| -------------------- | --- | -------------------- | ---------------------------------------------------------------------------------------- | -------------------- |
|                      | 13. Alexander Prokopjev 14. Aleš Krátoška 16. Libor Polášek 26. Alexander Čerbajev 36. David Moravec 50. Roman Šimíček |                      | 10. Tomáš Chlubna 10. Richard Král 20. Ladislav Lubina 34. Roman Kaděra 60. Roman Kaděra |                      |

2. utkání
|  | HC Vítkovice | 0 - 4         | HC Železárny Třinec |  |
|  | HC Vítkovice | (0:3,0:1,0:0) | HC Železárny Třinec |  |

| Souhrn zápasu Report | Souhrn zápasu Report | Souhrn zápasu Report | Souhrn zápasu Report                                                | Souhrn zápasu Report |
| -------------------- | -------------------- | -------------------- | ------------------------------------------------------------------- | -------------------- |
|                      |                      |                      | 4. Tomáš Chlubna 5. Ladislav Lubina 16. Jiří Kuntoš 36. Jan Peterek |                      |

3. utkání
|  | HC Železárny Třinec | 3 - 1         | HC Vítkovice |  |
|  | HC Železárny Třinec | (0:0,2:0,1:1) | HC Vítkovice |  |

| Souhrn zápasu Report | Souhrn zápasu Report                             | Souhrn zápasu Report | Souhrn zápasu Report | Souhrn zápasu Report |
| -------------------- | ------------------------------------------------ | -------------------- | -------------------- | -------------------- |
|                      | 28. Petr Folta 31. Richard Král 59. Viktor Ujčík |                      | 47. David Moravec    |                      |

4. utkání
|  | HC Železárny Třinec | 1 - 4         | HC Vítkovice |  |
|  | HC Železárny Třinec | (1:2,0:2,0:0) | HC Vítkovice |  |

| Souhrn zápasu Report | Souhrn zápasu Report | Souhrn zápasu Report | Souhrn zápasu Report                                                        | Souhrn zápasu Report |
| -------------------- | -------------------- | -------------------- | --------------------------------------------------------------------------- | -------------------- |
|                      | 9. Richard Král      |                      | 11. David Moravec 11. Libor Polášek 25. Roman Šimíček 31. Dmitrij Jerofejev |                      |

5. utkání
|  | HC Vítkovice | 1 - 4         | HC Železárny Třinec |  |
|  | HC Vítkovice | (0:0,1:2,0:2) | HC Železárny Třinec |  |

| Souhrn zápasu Report | Souhrn zápasu Report | Souhrn zápasu Report | Souhrn zápasu Report                                               | Souhrn zápasu Report |
| -------------------- | -------------------- | -------------------- | ------------------------------------------------------------------ | -------------------- |
|                      | 31. David Moravec    |                      | 22. Viktor Ujčík 37. Richard Král 49. Jozef Daňo 54. Zdeněk Sedlák |                      |

- Vítěz HC Železárny Třinec 3:2 na zápasy

## O 3. místo
- Skore 6:10 – o pořadí na 3. místě rozhodlo lepší skóre z obou utkání.

1. utkání
|  | HC Sparta Praha | 4 - 9         | HC Vítkovice |  |
|  | HC Sparta Praha | (2:0,0:6,2:3) | HC Vítkovice |  |

| Souhrn zápasu Report | Souhrn zápasu Report                                          | Souhrn zápasu Report | Souhrn zápasu Report | Souhrn zápasu Report |
| -------------------- | ------------------------------------------------------------- | -------------------- | --- | -------------------- |
|                      | 16. a 59. Jaromír Kverka 12. Jiří Zelenka 45. Miroslav Hlinka |                      | 23. a 33. Petr Zajonc 33. a 51. Luděk Krayzel 44. a 53. Alexandr Čerbajev 21. Libor Polášek 27. René Ševěček 30. Roman Kelner |                      |

2. utkání
|  | HC Vítkovice | 1 - 2         | HC Sparta Praha |  |
|  | HC Vítkovice | (1:1,0:1,0:0) | HC Sparta Praha |  |

| Souhrn zápasu Report | Souhrn zápasu Report | Souhrn zápasu Report | Souhrn zápasu Report                | Souhrn zápasu Report |
| -------------------- | -------------------- | -------------------- | ----------------------------------- | -------------------- |
|                      | 14. Petr Zajonc      |                      | 7. Patrik Martinec 21. Jiří Zelenka |                      |

## Finále
1. utkání
|  | HC Petra Vsetín | 5 - 1         | HC Železárny Třinec |  |
|  | HC Petra Vsetín | (1:1,1:0,3:0) | HC Železárny Třinec |  |

| Souhrn zápasu Report | Souhrn zápasu Report                                                      | Souhrn zápasu Report | Souhrn zápasu Report | Souhrn zápasu Report |
| -------------------- | ------------------------------------------------------------------------- | -------------------- | -------------------- | -------------------- |
|                      | 4 Jiří Dopita 33 Jiří Veber 42 Tomáš Kapusta 44 Jiří Dopita 51 Jiří Veber |                      | 18 Petr Jančařík     |                      |

2. utkání
|  | HC Petra Vsetín | 4 - 1         | HC Železárny Třinec |  |
|  | HC Petra Vsetín | (0:0,1:1,3:0) | HC Železárny Třinec |  |

| Souhrn zápasu Report | Souhrn zápasu Report                                            | Souhrn zápasu Report | Souhrn zápasu Report | Souhrn zápasu Report |
| -------------------- | --------------------------------------------------------------- | -------------------- | -------------------- | -------------------- |
|                      | 40 Tomáš Sršeň 42 Radek Bělohlav 52 Jiří Dopita 53 Ivan Padělek |                      | 21 Ľubomír Sekeráš   |                      |

3. utkání
|  | HC Železárny Třinec | 1 - 3         | HC Petra Vsetín |  |
|  | HC Železárny Třinec | (0:1,1:1,0:1) | HC Petra Vsetín |  |

| Souhrn zápasu Report | Souhrn zápasu Report | Souhrn zápasu Report | Souhrn zápasu Report                             | Souhrn zápasu Report |
| -------------------- | -------------------- | -------------------- | ------------------------------------------------ | -------------------- |
|                      | 25 Tomáš Chlubna     |                      | 14 Josef Beránek 35 Jiří Dopita 60 Alexej Jaškin |                      |

- Vítěz HC Petra Vsetín 3:0 na zápasy

## Baráž o extraligu
| Datum utkání          | Domácí                 | Hosté                  | Výsledek | Třetiny              | Report                |                        |                   |     |                 |  |
| --------------------- | ---------------------- | ---------------------- | -------- | -------------------- | --------------------- | ---------------------- | ----------------- | --- | --------------- |  |
| Datum utkání          | Domácí                 | Hosté                  | Výsledek | Třetiny              | 1. zápas (28. března) | HC Bohemex Trade Opava | HC Znojemští Orli | 1:4 | (1:1, 0:2, 0:1) |  |
| 2. zápas (29. března) | HC Bohemex Trade Opava | HC Znojemští Orli      | 1:2      | (0:0, 1:2, 0:0)      |                       |                        |                   |     |                 |  |
| 3. zápas (1. dubna)   | HC Znojemští Orli      | HC Bohemex Trade Opava | 3:2      | (1:0, 2:2, 0:0)      |                       |                        |                   |     |                 |  |
| 4. zápas (2. dubna)   | HC Znojemští Orli      | HC Bohemex Trade Opava | 1:4      | (0:2, 1:1, 0:1)      |                       |                        |                   |     |                 |  |
| 5. zápas (5. dubna)   | HC Bohemex Trade Opava | HC Znojemští Orli      | 6:4      | (2:1, 2:1, 2:2)      |                       |                        |                   |     |                 |  |
| 6. zápas (7. dubna)   | HC Znojemští Orli      | HC Bohemex Trade Opava | 2:3 (PP) | (0:2, 0:0, 2:0, 0:1) |                       |                        |                   |     |                 |  |
| 7. zápas (11. dubna)  | HC Bohemex Trade Opava | HC Znojemští Orli      | 6:0      | (3:0, 2:0, 1:0)      |                       |                        |                   |     |                 |  |

HC Bohemex Trade Opava uhájila po vítězství 4:3 na zápasy svoji extraligovou příslušnost i pro další ročník.

## Nejproduktivnější hráči základní části
Toto je konečné pořadí hráčů podle dosažených bodů. Za jeden vstřelený gól nebo přihrávku na gól hráč získal jeden bod.
| Poř. | Hráč               | Tým                 | Z  | G  | A  | B  | TM | +/- |
| ---- | ------------------ | ------------------- | -- | -- | -- | -- | -- | --- |
| 1.   | David Moravec      | HC Vítkovice        | 51 | 38 | 28 | 66 | 28 | 19  |
| 2.   | Roman Kaděra       | HC Železárny Třinec | 50 | 24 | 38 | 62 | 84 | 21  |
| 3.   | Vladimír Růžička   | HC Slavia Praha     | 49 | 20 | 40 | 60 | 58 | 18  |
| 4.   | Radek Ťoupal       | HC České Budějovice | 51 | 17 | 41 | 58 | 34 | 2   |
| 5.   | Jiří Zelenka       | HC Sparta Praha     | 51 | 28 | 27 | 55 | 72 | 25  |
| 6.   | Jiří Dopita        | HC Petra Vsetín     | 50 | 21 | 34 | 55 | 60 | 18  |
| 7.   | Jozef Daňo         | HC Železárny Třinec | 49 | 17 | 37 | 54 | 88 | 24  |
| 8.   | Josef Beránek      | HC Petra Vsetín     | 45 | 24 | 27 | 51 | 72 | 18  |
| 9.   | Alexandr Prokopjev | HC Vítkovice        | 52 | 16 | 35 | 51 | 34 | 15  |
| 10.  | Tomáš Kapusta      | HC Petra Vsetín     | 52 | 13 | 36 | 49 | 41 | 15  |

## Nejproduktivnější hráči play-off
Toto je konečné pořadí hráčů podle dosažených bodů. Za jeden vstřelený gól nebo přihrávku na gól hráč získal jeden bod.
| Poř. | Hráč               | Tým                 | Z  | G  | A  | B  | TM | +/- |
| ---- | ------------------ | ------------------- | -- | -- | -- | -- | -- | --- |
| 1.   | Richard Král       | HC Železárny Třínec | 10 | 8  | 12 | 20 | 16 | 8   |
| 2.   | Viktor Ujčík       | HC Železárny Třínec | 13 | 8  | 11 | 19 | 4  | 3   |
| 3.   | Jiří Dopita        | HC Petra Vsetín     | 10 | 12 | 6  | 18 | 4  | 15  |
| 4.   | David Moravec      | HC Vítkovice        | 11 | 6  | 9  | 15 | 8  | 4   |
| 5.   | Ladislav Lubina    | HC Železárny Třínec | 13 | 5  | 8  | 13 | 0  | 1   |
| 6.   | Aleksandr Čerbajev | HC Vítkovice        | 11 | 6  | 6  | 12 | 14 | -1  |
| 7.   | Tomáš Kapusta      | HC Petra Vsetín     | 10 | 2  | 10 | 12 | 2  | 16  |
| 8.   | Jiří Vykoukal      | HC Sparta Praha     | 11 | 2  | 10 | 12 | 2  | -5  |
| 9.   | Ľubomír Sekeráš    | HC Železárny Třínec | 13 | 2  | 10 | 12 | 4  | 0   |
| 10.  | Jaromír Kverka     | HC Sparta Praha     | 11 | 7  | 4  | 11 | 2  | 2   |

| Umístění         | Mužstvo             | Hráči |
| ---------------- | ------------------- | --- |
| Zlatá medaile    | HC Petra Vsetín     | Brankáři: Roman Čechmánek, Ivo Pešat Obránci: Antonín Stavjaňa, Alexej Jaškin, Jiří Veber, Jan Srdínko, Pavel Zubíček, Radim Tesařík, Michal Divíšek, Michal Šafařík, Martin Táborský Útočníci: Jiří Dopita, Andrej Galkin, Tomáš Sršeň, Josef Beránek, Radek Bělohlav, Tomáš Kapusta, Ondřej Kratěna, Rostislav Vlach, Michal Broš, Roman Stantien, Ivan Padělek, David Hruška, Tomáš Demel, Jan Tomajko Trenéři Jan Neliba a Zdislav Tabara                                                                     |
| Stříbrná medaile | HC Železárny Třinec | Brankáři: Radovan Biegl, Vlastimil Lakosil Obránci: Ľubomír Sekeráš, Jiří Kuntoš, Stanislav Pavelec, Robert Kántor, Miroslav Číhal, Petr Jančařík, Petr Gřegořek, Marek Tichý, Václav Drábek, Filip Štefanka Útočníci: Roman Kaděra, Jozef Daňo, Richard Král, Viktor Ujčík, Aleš Zima, Jan Peterek, Ladislav Lubina, Tomáš Chlubna, Petr Folta, Marek Zadina, Zdeněk Sedlák, Roman Kontšek, Arpad Györi, Jaroslav Michalovič Trenéři Alois Hadamczik a Aleš Mach                                                 |
| Bronzová medaile | HC Vítkovice        | Brankáři: Martin Prusek, Jiří Trvaj, Zdeněk Dobeš Obránci: Dmitrij Jerofejev, Vítězslav Škuta, Jiří Jonák, René Ševěček, Petr Jurečka, Pavel Kumstát, Lukáš Galvas, Daniel Vilášek, Daniel Seman Útočníci: David Moravec, Alexander Prokopjev, Roman Šimíček, Luděk Krayzel, Martin Kotásek, Alexander Čerbajev, Libor Polášek, Aleš Krátoška, Petr Zajonc, Kamil Piroš, Jan Matějný, Libor Pavliš, Martin Tomášek, Martin Lamich, David Kostelňák, Roman Kelner Trenéři Vladimír Vůjtek starší a Ladislav Svozil |

## Rozhodčí

### Hlavní
- Všichni

- Jiří Balej
- Aleš Blažek
- Petr Bolina
- Oldřich Brada
- Ivo Haber
- Milan Kolísek
- Milan Minář
- Arnošt Nečas
- Dalibor Pasker
- Petr Poruba
- František Rejthar
- Tomáš Svoboda
- Vladimír Svoboda
- Vladimír Šindler
- Bohuslav Šteier
- Ladislav Vokurka

### Čároví
- Všichni

- Miloš Bádal –  Roman Pouzar
- Stanislav Barvíř –  Petr Blümel
- Jaromír Bláha –  Alexandr Fedoročko
- Jaromír Brázdil -  Pavel Halas
- Václav Český –  Ladislav Rouspetr
- Vilém Cambal –  Michal Unzeitig
- Jan Čížek –  Jan Padevět
- Evžen Kostka –  Pavel Fiala
- Miloslav Husák –  Radovan Křivský
- Václav Guth –  David Rittich
- Roman Hejduk -  David Jonáš
- Luboš Chytil –  Jaroslav Grochol
- Petr Hauser –  Miroslav Charvát
- Petr Charvát–  Jiří Pešan
- Jiří Stulák -  Aleš Pokorný